# Aldo Bruschi
Aldo Bruschi (Verona, 17 maggio 1896 – 1969) è stato un ingegnere italiano.

## Biografia
Aldo Bruschi nacque a Verona il 17 maggio 1896, da famiglia perugina.
Fu figlio di Carlo Bruschi, a sua volta figlio di Domenico Bruschi, noto pittore umbro dell'800, a sua volta nipote di Carlo Bruschi, militare del Risorgimento.
Ebbe tre figli: Carla, Silvestro (Nato a Firenze nel 1932) e Lisetta.
Nel 1913 si iscrisse alla Facoltà di Ingegneria dell'Università di Roma, ma con l'entrata in guerra dell'Italia (24 maggio 1915) si arruolò come volontario e partecipò a tutta la prima guerra mondiale come sottotenente di artiglieria da montagna. Molti mesi dopo la fine della guerra poté riprendere gli studi, e questa volta fu al Politecnico di Milano, dove ottenne il titolo di Ingegnere Civile nel 1920.
Il primo lavoro fu nello stabilimento delle Cotoniere Meridionali, a Napoli, ma poco tempo dopo, nel 1922, ottenne la funzione di Direttore della Sezione Marittima delle Opere Pubbliche della Tripolitania, a Tripoli. Si occupò degli ampliamenti di diversi porti, e l'opera più importante progettata e diretta da lui in quel periodo fu il Faro del Porto di Tripoli (50 m di altezza, una delle prime strutture italiane in cemento armato, illustrata nel libro di Luigi Santarella: Il Cemento Armato).
Nel 1927 ottenne per concorso una funzione nell'Istituto Geografico Italiano a Firenze, e posteriormente, sempre per concorso, la cattedra di "Costruzioni" nell'Istituto Tecnico Galileo Galilei, di Firenze, e anche Direttore del Laboratorio per le Prove sui Materiali da Costruzione dello stesso Istituto. Questa attività gli permetteva anche di dedicarsi alla libera professione di progettista.
Avvicinandosi la seconda guerra mondiale si arruolò nella Milizia Contraerea, dove ebbe il grado di Centurione (Capitano) e poi di Seniore (Colonnello). Una volta cominciata la guerra chiese di partecipare più attivamente alla difesa del territorio, e venne mandato in Tripolitania, dove difendeva gli aeroporti, prima di Tripoli, poi di Bengasi e anche più vicino al fronte egiziano, poi anche lui dovette ripiegare, a Bengasi, a Tripoli, e finalmente a Tunisi, dove fu l'ultima resistenza degli eserciti italo-tedeschi. Qui fu fatto prigioniero nel maggio del 1943.
Durante gli anni di prigionia nel Texas meditò la possibilità di emigrare in Argentina, prevedendo che tornando in Italia non si sarebbe trovato a suo agio; e così prese contatto con un suo antico allievo che dall'Argentina era andato a studiare in Italia. Reduce dalla prigionia nel 1946, collaborò per qualche mese con lo studio del cognato a Roma, l'ing. Vittorio Cobianchi, per la progettazione di diversi ponti stradali e ferroviari, mentre aspettava il permesso per recarsi in Argentina. In base a un contratto con il Ministerio de Reconstrucción della Provincia di San Juan, ottenuto dal suo antico allievo, si trasferì nel 1947 a San Juan. Subito dopo ebbe un'offerta di lavoro dalla Facoltà di Ingegneria, per insegnare Ponti, e poi anche la cattedra di Scienza delle Costruzioni, e quella di Elasticità e Plasticità. Organizzò il Gabinetto di Foto-elasticità, e partecipò attivamente in diversi Congressi nazionali e internazionali di Costruzioni antisismiche. Formò un centro di Ingegneria Antisismica, che venne riconosciuto come Istituto di Ricerche Antisismiche e raggiunse in poco tempo un alto livello.
Fece parte delle seguenti associazioni scientifiche:
- Membro del Comité de Nominaciones de la Asociación Latino Americana de Sismología e Ingeniería Antisísmica dal 1963.
- Presidente della Sociedad Argentina de Sismología e Ingeniería Antisísmica dal 1964.
- Membro de la Réunion Internationale des Laboratoires d'Essais des Materiaux: - Paris-Zurich, dal 1963 
- Membro dell'Association Internationale des Ponts et Charpentes, dal 1966.
Negli ultimi anni continuò l'insegnamento come professore emerito, e dopo la sua morte venne dato il suo nome all'Istituto di Ricerche Antisismiche.